# Rue Benjamin-Constant
La rue Benjamin-Constant est une voie du 19e arrondissement de Paris, en France.

## Situation et accès
La rue Benjamin-Constant est une voie publique située dans le 19e arrondissement de Paris. Elle débute au 7, avenue Corentin-Cariou et se termine au 30, rue de Cambrai.

## Origine du nom

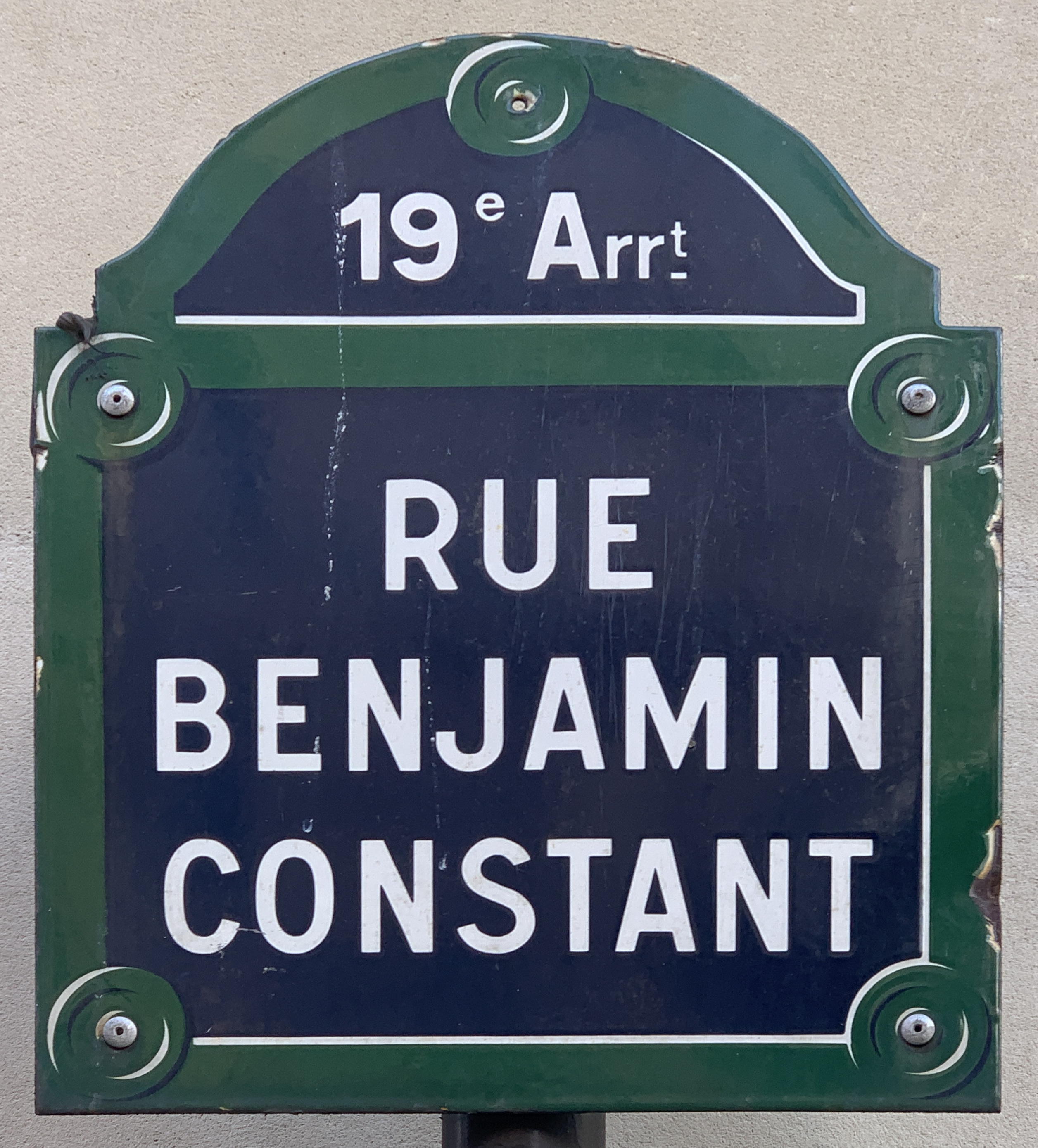
Plaque de la rue.

Elle porte le nom du publiciste et homme politique Henri Benjamin Constant de Rebecque (1767-1830). 

## Historique
Cette rue a été exécutée par les riverains pour remplacer une partie de la rue de Cambrai supprimée en 1868. 
Elle prend sa dénomination actuelle par un décret du 10 février 1875 et est classée dans la voirie parisienne par un arrêté du 12 décembre 1935.